# 嗜神经病毒
嗜神经病毒（英文：Neurotropic virus），又称亲神经性病毒，是指可感染神经元的病毒，包括狂犬病病毒、脊髓灰质炎病毒、流感病毒、麻疹病毒、单纯疱疹病毒、2019冠状病毒（SARS-CoV-2）等等。

## 名称及分类
一种嗜神经病毒如果可以进入神经系统，则被称为具有“神经侵入性（neuroinvasive）”，如果可以造成神经系统疾病，则被称为具有“神经毒性（neurovirulent）”。两者常被用于形容感染中枢神经系统的病毒，但也存在部分对周围神经系统具有高度侵入性的病毒。
脊髓灰质炎病毒具有很强的神经毒性，但侵入性不高。狂犬病病毒神经毒性也很强，但需要组织创伤（如受动物咬伤）才具有神经侵入性。单纯疱疹病毒对周围神经系统具有很强的侵入性，却极少入侵中枢神经系统；但其一旦入侵中枢神经系统，也可造成单纯疱疹病毒脑炎，因此也被认为具有高度神经毒性。
许多虫媒病毒通过血液系统、越过血脑屏障入侵大脑，即病毒血症。 譬如西尼罗河病毒造成的虫媒病毒性脑炎。

## 疾病
嗜神经病毒可造成的疾病主要包括：
- 流行性乙型脑炎（乙脑）
- 脊髓灰质炎（小儿麻痹症）
- 流行性腮腺炎
- 麻疹
- 风疹
- 流感
- 狂犬病
- 所有7种人类冠状病毒均属于嗜神经病毒，包括能引起普通感冒的冠状病毒以及能引发SARS、MERS、COVID-19的冠状病毒。[4]
- 艾滋病病毒[6]